# Aplocheilus panchax
El panchax azul es la especie Aplocheilus panchax, un pez de agua dulce de la familia de los aplocheílidos, distribuido ampliamente por ríos de Pakistán, India, Bangladés, Birmania y el archipiélago de Indonesia y Malasia. También se ha descrito su presencia aunque rara en Nepal, Camboya, Vietnam, y Sri Lanka.

## Importancia para el hombre
Es pescado rara vez para alimentación humana, aunque con una importancia comercial baja y no suele encontrarse en los mercados. Es usado en el área de distribución para el control de los mosquitos, de cuyas larvas se alimenta.
Puede ser empleado en acuariología con cierta importancia comercial, siendo un pez popular en acuarios, si bien es muy difícil de mantener en estos.

## Morfología
De cuerpo alargado y color marrón azulado, aunque se ha descrito una captura de 9 cm la longitud máxima normalmente es de tan solo 5 cm,

## Hábitat y biología
Viven en aguas dulces y salobres, de conducta bentopelágica, prefiriendo aguas de pH entre 6 y 8 de tropicales de entre 22 y 25 °C de temperatura.
Suele encontrarse en humedales de tierras húmedas, en estuarios y en turbas, también en estanques de aguas quietas, en acequias y canales agrícolas, así como aguas de los manglares. Prefiere aguas claras en áreas con densa vegetación de macrófitos enraizados o variable. A veces se reproducen en aguas hipersalinas.
Se alimenta principalmente de insectos.